# Paprikapulver

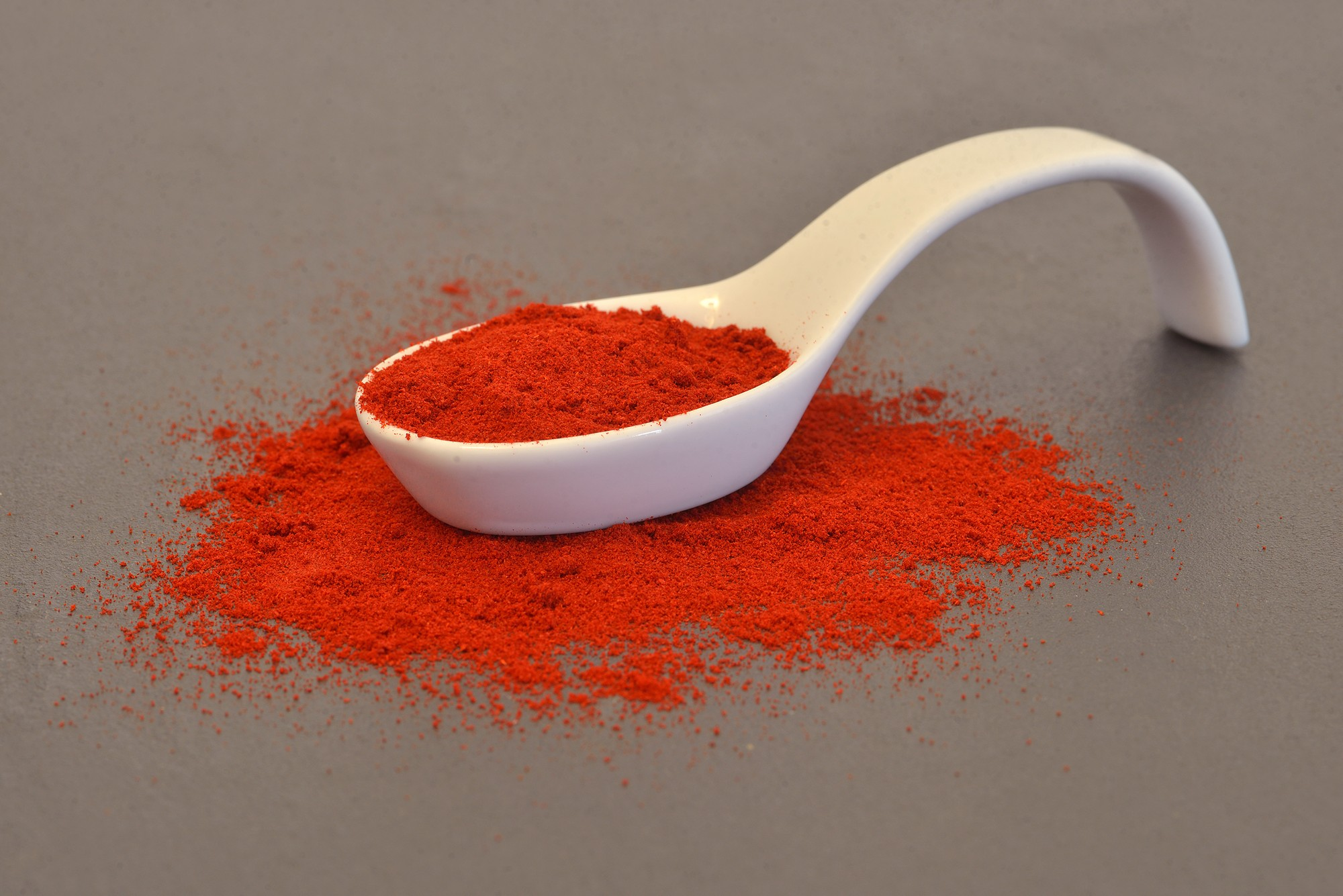
Liten skål spansk pimentón.

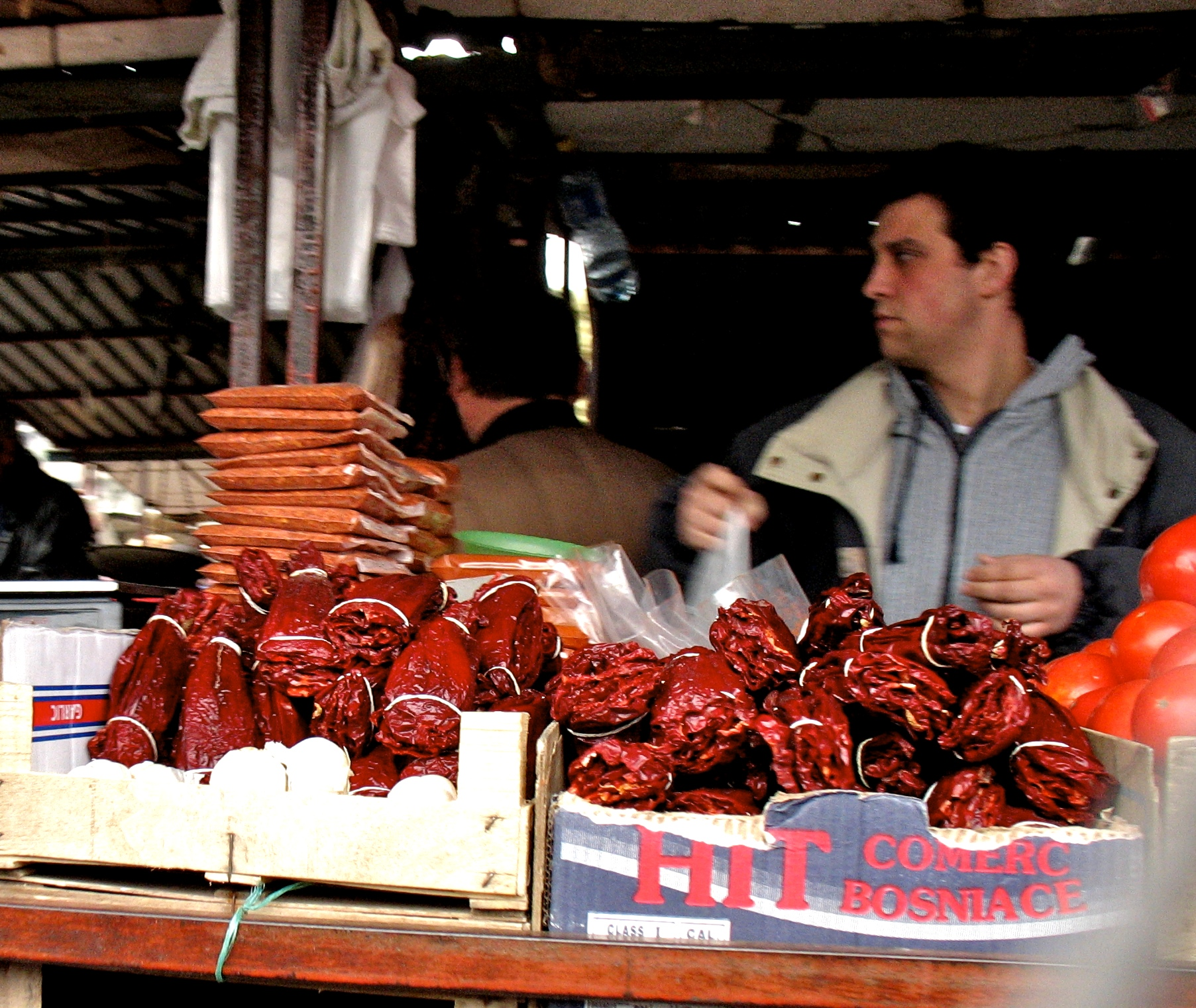
Paketerad stött och hel torkad paprika till salu på en marknad i Belgrad.

Paprikapulver är en krydda som görs på malda torkade frukter från Capsicum annuum, såsom paprika eller chilipeppar. Kryddan används i många kök för att ge färg och smak till rätter. Kryddan kan variera från mild till stark, och smaken från land till land.

## Etymologi och språk
Enligt en hinduisk legend sägs paprika ha uppkallats efter en religiös indisk figur vid namn "Rysh Paprike". I modern tid tros ordet komma från ungerskans paprika i betydelsen peppar (capsicum). Ett alternativt påstående är att paprika kommer från latinets 'piper' (peppar) genom slaviska diminutivformer ('pepperke', 'pipeka'), och började användas 1775.[källa behövs]
Kryddans och fruktens benämning på olika språk kan vara förvirrande, några exempel nedan.
|            | Frukten           | Kryddan          |                                                    |
| ---------- | ----------------- | ---------------- | -------------------------------------------------- |
| Svenska    | Paprika           | Paprikapulver    |                                                    |
| Finska     | Paprika           | Paprikajauhe     |                                                    |
| Spanska    | Pimiento [Morrón] | Pimentón [Dulce] |                                                    |
| Engelska   | [Bell] pepper     | Paprika          |                                                    |
| Italienska | Peperoni          | Paprica          | (Andra betydelser på svenska: peperoni, pepperoni) |
| Franska    | Poivron           | Paprika          |                                                    |

## Användning
Paprikapulver används som en ingrediens i en mängd olika rätter över hela världen. Det används huvudsakligen för att krydda och färga ris, grytor och soppor som gulasch, och i tillverkningen av korvar som en ingrediens som blandas med kött och andra kryddor.
Paprikapulver producerades först i Spanien, som även var det land som först introducerade paprikan i Europa. I Spanien kallas kryddan pimentón och finns i en mängd olika varianter; pimentón ahumado har till exempel en speciell rökig smak och arom, då den torkas genom rökning, vanligtvis genom ekträ. Den finns i tre versioner, mild, ganska kryddstark och mycket kryddstark. Traditionell orökt paprika, enbart kallad pimentón, finns även den i samma sorter. Kryddan är huvudingrediens i flera spanska korvprodukter, som chorizo och sobrasada såväl som i mycket av det spanska köket. Utanför Spanien är pimentón ahumado ofta rökt paprika och finns i varierande intensitet från söt och mild, medelstark, eller mycket stark och smakrik.
Ungern är en stor källa för paprika och kryddan används mycket i landet. Den finns i varierande grader från mycket mild och söt till mycket het. Enligt ett gammalt ungerskt talesätt "bränner bra paprika två gånger".[källa behövs]
Paprika kan även användas med henna för att ge en rödaktig ton till hår när man färgar det. Paprikapulver kan läggas till i hennapulver när det görs hemma.[källa behövs] I övrigt används knappast pigment från paprika (karotenoider) utanför livsmedelsproduktionen.

## Näringsvärde
De paprikafrukter som används till kryddan är vanligtvis rika på vitamin C. Det upptäcktes 1932 av Ungerns nobelpristagare från 1937 Albert Szent-Györgyi. Mycket av vitamin C-innehållet stannar kvar i kryddan, som innehåller mer vitamin C än citronsaft i vikt.
Kryddan är även rik på andra antioxidanter. Dock äter man sällan stora mängder kryddor, varför dessa näringsämnen inte har så stor betydelse.